# (23577) 1995 DY8
1995 دي واي 8 (ويعرف أيضًا باسم (23577) 1995 دي واي 8 وفق تسمية الكوكب الصغير) (بالإنجليزية: 1995 DY8)‏ هو كويكب ضمن حزام الكويكبات؛ وترتيبه 23577 من حيث الاكتشاف.
اكتُشف هذا الجُرم الفلكي بواسطة سبيس واتش في 24 فبراير 1995.

## وصلات خارجية
- (23577) 1995 DY8 في قاعدة بيانات مختبر الدفع النفاث لأجرام النظام الشمسي الصغيرة

- الاكتشاف · مخطط المدار ·  العناصر المدارية · المعلمات المادية

- (23577) 1995 DY8 على موقع ويكي سكاي: DSS2, SDSS, GALEX, IRAS, Hydrogen α, X-Ray, Astrophoto, Sky Map, Articles and images